# Roger Jacquet
Pour les articles homonymes, voir Jacquet.
Roger Jacquet ,, né le 19 avril 1928  à Lyon 2e et mort le 22 novembre 2014 dans le 12e arrondissement de Paris est un acteur français.

## Biographie

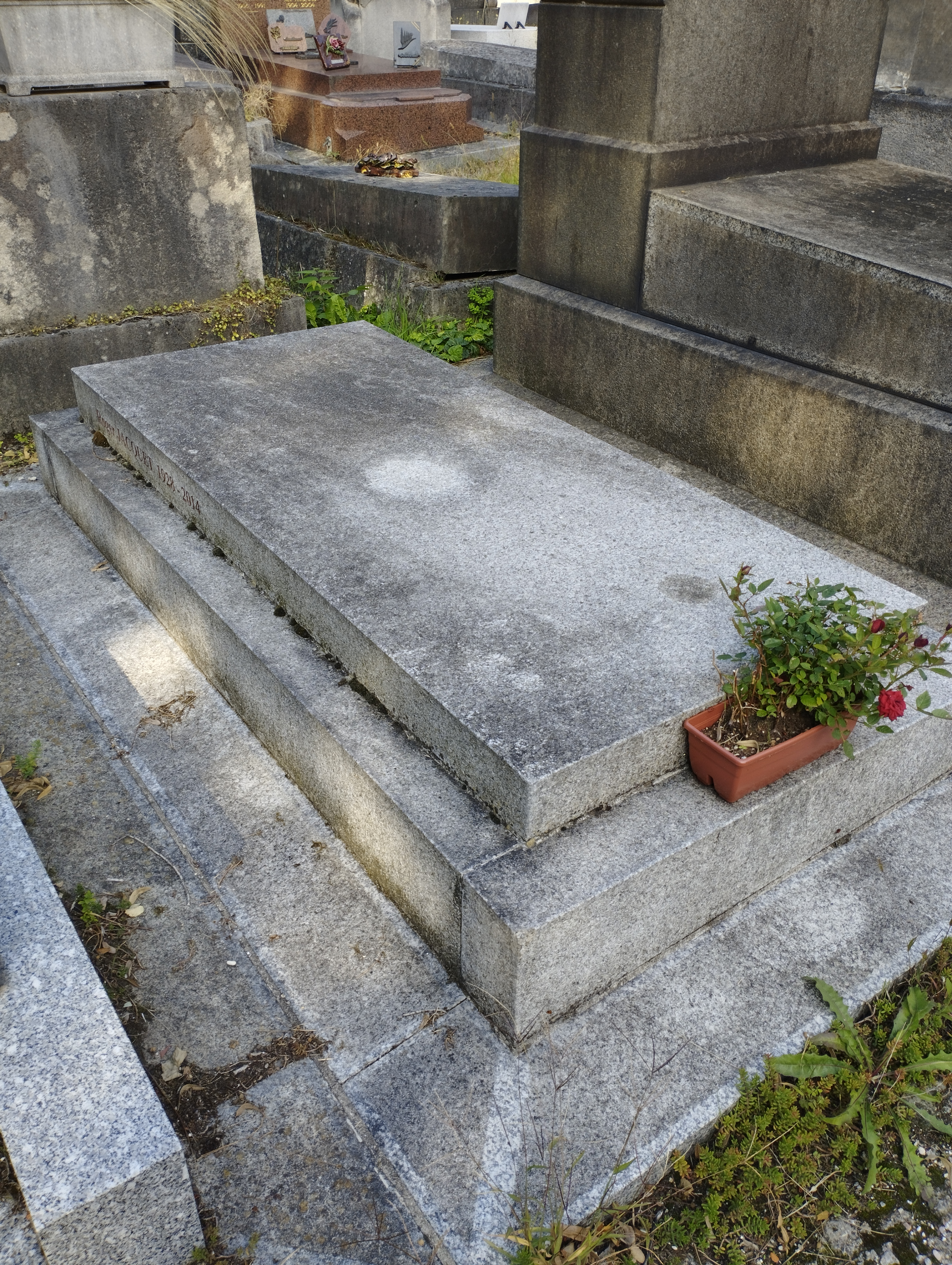
Tombe de Roger Jacquet au cimetière du Père-Lachaise (division 62).

Il est inhumé au cimetière du Père-Lachaise (62e division).

## Filmographie

### Cinéma
- 1957 : Ascenseur pour l'échafaud de Louis Malle
- 1959 : Les Affreux de Marc Allégret
- 1962 : Au cœur de la vie de Robert Enrico
- 1962 : La Rivière du hibou de Jean Boffety (Oscar du meilleur court métrage en prises de vues réelles en 1963.)
- 1963 : La Belle Vie de Robert Enrico
- 1965 : Les Grandes Gueules de Robert Enrico
- 1971 : Boulevard du rhum de Robert Enrico
- 1978 : Haro ! de Gilles Béhat
- 1983 : Le Bâtard de Bertrand Van Effenterre
- 2006 : Le Grand Meaulnes

### Télévision
- 1958 : En votre âme et conscience :  L'Affaire Schwartzbard de Claude Barma
- 1964 : l'épisode no 142 « An Occurrence at Owl Creek Bridge », La Quatrième dimension (The Twilight Zone), série télévisée.
- Salle n° 8 (feuilleton)
- 1969 : En votre âme et conscience, épisode : L'Affaire Lacoste de  René Lucot
- 1972 : Les Rois maudits (mini-série)
- 1973 : Le neveu d'Amérique
- 1974 : Paul et Virginie
- 1976 : Les Brigades du Tigre, épisode L'ère de la calomnie de Victor Vicas
- 1977 : Un juge, un flic de Denys de La Patellière, première saison (1977), épisode : Le Mégalomane